# HC Kromme Rijn
HC Kromme Rijn is een Nederlandse hockeyclub uit Bunnik.
De club werd opgericht op 6 juni 2012 en komt met 42 teams uit in de competitie van de KNHB.
De club heeft beschikking over een waterveld, een zandveld en een clubhuis. Dicht bij de hockeyclub bevinden zich een zaal en in de winter een blaashal waarvan gebruik kan worden gemaakt voor zaalhockey en wintertennis.
Sinds de oprichting maakte de vereniging een groei door. De 543 spelende leden (september 2018), zijn verdeeld in 4 veteranenteams, 4 seniorenteams, 15 juniorenteams en 17 teams in de jongste jeugd. Ook zijn er enkele trimhockeyers.